# Horváth Ádám (jogász)
Horváth Ádám (Kecskemét, 1861. november 18. – Budapest, 1915. szeptember 16.) jogi doktor, országgyűlési képviselő.

## Élete
Horváth János gyakorló orvos és Kollerich Vilma fia. Horváth János ügyész öccse.
A gimnáziumot Kecskeméten és Nagykőrösön, a jogi tanfolyamot Kecskeméten és Budapesten végezte. 1881-ben önkéntes és a 37. gyalogezred tartalékos hadnagya lett. 1884-ben a jogi doktori oklevelet elnyervén, miután egy ideig a fővárosban joggyakornok volt, 1886-ban a kecskeméti jogakadémia rendes tanárának választatott meg, ahol jogtörténetet és egyházjogot adott elő. Kevéssel tanári székének elfoglalása után a kecskeméti függetlenségi és 48-as párt elnökének választotta, mely állásban, többek segélyével a pártot újjászervezte. 1886. május 31-én egy párbajban életveszélyesen keresztül lőtték; felgyógyulása után nagy ovációkban részesült. 1887-ben Kecskemét város II. kerülete országgyűlési képviselőjének választotta, s ekkor korjegyzőként szerepelt. 1892-ben ugyanazon kerület újra megválasztotta. A függetlenségi és 48-as pártkör egyik jegyzője volt. Az egyházpolitikai harcok idejében az Eötvös-csoporttal kivált az anyapártból és a függetlenségi (Eötvös) párt tagja lett. Kecskemét város törvényhatósági bizottságának tagja volt. 1896-ban újra képviselővé választotta szülővárosa. A 19. század végén már elfordult az országos politikától, 1902-ben mandátumára nem reflektált. 1902. június 28-án megválasztották Kecskemét város főügyészének, az elhunyt Zombory László után. Ezt a hivatalát nem tudta megfelelően ellátni, zavar uralkodott el körülötte, ezért 1905. augusztus 30-án lemondott tisztségéről. Átköltözött Budapestre, ahol írásaiból tartotta fenn magát. Az Egyetértés, a Függetlenség és a Budapest című lapokban publikált. A Kecskemét gazdasági és társadalmi témájú cikkei, tárcái és esztétikai fejtegetéseit közölte.
Cikkeket írt a Nagy-Körösbe (1878-tól, gazdasági és iparcikkek), a Pesti Hirlapba (1879. 169. sz. Arany János egy titka, «A vén gulyás» és a vén gulyás temetése); a Kecskeméti ref. főiskola Értesítőjében (1887. Székfoglaló értekezés); a Protestáns Egyházi és Iskolai Lapban (1887.)

## Munkái
- Mit olvas a kecskeméti köznép?, Kecskemét, 1883.
- Egy divatos betegség. Kecskemét, 1888. (Felolvasás)

Szerkesztette 1890. április 7-től a Kecskemétet, mely a függetlenségi és 48-as párt közlönye.